# John William Jones
John William Jones (* 14. April 1806 in Rockville, Maryland; † 27. April 1871 in Decatur, Georgia) war ein US-amerikanischer Politiker. Zwischen 1847 und 1849 vertrat er den Bundesstaat Georgia im US-Repräsentantenhaus.

## Werdegang
Im Jahr 1810 kam John William Jones mit seinen Eltern nach Kentucky, wo sich die Familie in der Nähe von Carlisle niederließ. Dort besuchte er die öffentlichen Schulen und das Carlisle Seminary. Nach einem anschließenden Medizinstudium und seiner Zulassung als Arzt begann er im Jahr 1826 in Washington (Tennessee) in seinem neuen Beruf zu arbeiten. Später zog er zunächst nach Monroe in Georgia und dann weiter nach Campbellton, wo er ebenfalls als Arzt praktizierte. In den folgenden Jahren verbesserte er seine medizinische Ausbildung mit einem Studium an der University of Pennsylvania. Im Jahr 1836 absolvierte er das Jefferson Medical College in Philadelphia. Ab 1841 war er in Griffin ansässig.
Neben seiner medizinischen Tätigkeit begann Jones auch eine politische Laufbahn. Im Jahr 1837 wurde er als Mitglied der Whig Party in das Repräsentantenhaus von Georgia gewählt. Bei den Kongresswahlen des Jahres 1846 wurde er im dritten Wahlbezirk von Georgia in das US-Repräsentantenhaus in Washington, D.C. gewählt, wo er am 4. März 1847 die Nachfolge von George W. Towns antrat. Da er im Jahr 1848 auf eine erneute Kandidatur verzichtete, konnte er bis zum 3. März 1849 nur eine Legislaturperiode im Kongress absolvieren. Diese war von den Ereignissen des Mexikanisch-Amerikanischen Krieges bestimmt.
Nach seiner Zeit im US-Repräsentantenhaus arbeitete Jones wieder als Rechtsanwalt. Im Jahr 1850 wurde er Kurator des Oak Bowery Female College. Ein Jahr später zog er nach Auburn in Alabama. Dort war er Mitbegründer des Auburn Masonic Female College. 1856 zog er nach Atlanta, wo er zwischen 1856 und 1862 an der heutigen Emory University, die damals noch Atlanta Medical College hieß, das Fach Medizin Lehrte. Während des Bürgerkrieges war er Militärarzt im Heer der Konföderierten Staaten. Danach setzte er bis 1870 seine Lehrtätigkeit in Atlanta fort. Anschließend zog er nach Decatur, wo er im April 1871 verstarb.